# Леордень (Арджеш)
Леордень, Леордені (рум. Leordeni) — село у повіті Арджеш в Румунії. Входить до складу комуни Леордень.
Село розташоване на відстані 86 км на північний захід від Бухареста, 21 км на схід від Пітешть, 116 км на північний схід від Крайови, 103 км на південь від Брашова.

## Населення
За даними перепису населення 2002 року у селі проживали 1360 осіб. Рідною мовою 1358 осіб (99,9%) назвали румунську.
Національний склад населення села:
| Національність | Кількість осіб | Відсоток |
| -------------- | -------------- | -------- |
| румуни         | 1348           | 99,1%    |
| цигани         | 11             | 0,8%     |